# 飯野川町
飯野川町（いいのがわまち）は、1955年（昭和30年）まで宮城県桃生郡北東部にあった村。現在の石巻市相野谷・皿貝・中島・中野・成田・馬鞍にあたる。

## 地理
- 河川：北上川

## 沿革
- 1889年（明治22年）4月1日 - 町村制施行にともない、相野谷村・皿貝村・中島村・中野村・成田村・馬鞍村の計6か村が合併して飯野川村が発足。
- 1901年（明治34年）3月26日 - 町制施行し、飯野川町となる。
- 1955年（昭和30年）3月21日 - 大川村・大谷地村・二俣村と合併し、河北町となる。

## 行政
- 歴代村長

| 代 | 氏名         | 就任                  | 退任                      | 備考 |
| -- | ------------ | --------------------- | ------------------------- | ---- |
| 1  | 高橋佐左ェ門 | 1889年（明治22年）4月 | 1891年（明治24年）4月     |      |
| 2  | 高橋忠左ェ門 | 1891年（明治24年）4月 | 1900年（明治33年）12月    |      |
| 3  | 千田慶吾     | 1901年（明治34年）1月 | 1901年（明治34年）3月25日 |      |

- 歴代町長

| 代 | 氏名         | 就任                      | 退任                      | 備考         |
| -- | ------------ | ------------------------- | ------------------------- | ------------ |
| 1  | 千田慶吾     | 1901年（明治34年）3月26日 | 1901年（明治34年）12月    | 村長より留任 |
| 2  | 千葉和蔵     | 1901年（明治34年）12月    | 1902年（明治35年）1月     |              |
| 3  | 立花初太郎   | 1902年（明治35年）4月     | 1907年（明治40年）3月     |              |
| 4  | 山内富弥     | 1907年（明治40年）4月     | 1910年（明治43年）7月     |              |
| 5  | 五島市三郎   | 1910年（明治43年）8月     | 1911年（明治44年）6月     |              |
| 6  | 三浦忠蔵     | 1911年（明治44年）7月     | 1915年（大正4年）6月      |              |
| 7  | 小野寺長作   | 1915年（大正4年）7月      | 1915年（大正4年）9月      |              |
| 8  | 五島三右ェ門 | 1915年（大正4年）9月      | 1934年（昭和9年）10月     |              |
| 9  | 三浦長治郎   | 1934年（昭和9年）12月     | 1936年（昭和11年）8月     |              |
| 10 | 高橋畊造     | 1936年（昭和11年）9月     | 1941年（昭和16年）9月     |              |
| 11 | 千葉和蔵     | 1941年（昭和16年）9月     | 1945年（昭和20年）9月     | 再任         |
| 12 | 木村幸四郎   | 1945年（昭和20年）9月     | 1946年（昭和21年）11月    |              |
| 13 | 五島三右ェ門 | 1947年（昭和22年）4月     | 1949年（昭和24年）7月     | 再任         |
| 14 | 中川陸司     | 1949年（昭和24年）9月     | 1953年（昭和28年）9月     |              |
| 15 | 木村幸四郎   | 1953年（昭和28年）9月     | 1955年（昭和30年）3月20日 | 再任         |